# Germán Tozdjián
Germán Tozdjián (ur. 8 grudnia 1964) – urugwajski sztangista, olimpijczyk, reprezentant kraju na letnich igrzyskach olimpijskich w Seulu.
Startował w wadze do 90 kg, jednak nie został ostatecznie sklasyfikowany podnosząc zaledwie 140 kg.